# Stizocera vanzwaluwenburgi
Stizocera vanzwaluwenburgi là một loài bọ cánh cứng trong họ Cerambycidae.